# Periergos obsoleta
Periergos obsoleta är en fjärilsart som beskrevs av Sergius G. Kiriakoff 1959. Periergos obsoleta ingår i släktet Periergos och familjen tandspinnare. Inga underarter finns listade i Catalogue of Life.